# سفارت آرژانتین در لندن
سفارت آرژانتین در لندن (به انگلیسی: Embassy of Argentina) یک منطقهٔ مسکونی و نمایندگی سیاسی این کشور در بریتانیا است که در لندن واقع شده‌است.